# La Ferme des animaux (film, 2025)
Pour les articles homonymes, voir La Ferme des animaux.
Pour plus de détails, voir Fiche technique et Distribution.
La Ferme des animaux (Animal Farm) est un film d'animation britannico-américano-canadien réalisé par Andy Serkis et dont la sortie est prévue en 2025. Il s'agit d'une adaptation du roman court du même nom de George Orwell.

## Fiche technique
- Titre original : Animal Farm
- Titre français : La Ferme des animaux
- Réalisation : Andy Serkis
- Scénario : Nicholas Stoller et Rupert Wyatt d'après La Ferme des animaux de George Orwell
- Musique : Nitin Sawhney
- Sociétés de production : The Imaginarium, Aniventure et Cinesite
- Pays de production :  États-Unis,  Royaume-Uni,  Canada
- Format : couleurs - 2,35:1
- Genre : animation, comédie dramatique, fantastique
- Date de sortie : 2025 Date sujette à modification

## Distribution
- Seth Rogen : Napoleon
- Gaten Matarazzo : Lucky
- Steve Buscemi : Moses
- Glenn Close : Lubie
- Woody Harrelson : Malabar
- Kieran Culkin : Brille-Babil
- Andy Serkis : Mr Jones
- Jim Parsons :  Boule-de-Neige
- Kathleen Turner : Benjamin
- Iman Vellani : Muriel
- Laverne Cox : Puff